# Mački (Farkaševac)
 Mački  falu Horvátországban Zágráb megyében. Közigazgatásilag Farkaševachoz tartozik.

## Fekvése
Zágrábtól 55 km-re északkeletre, Belovártól 14 km-re északnyugatra, községközpontjától 4 km-re északkeletre a megye északkeleti részén fekszik.

## Története
A településnek 1857-ben 208, 1910-ben 137 lakosa volt. Trianonig Belovár-Kőrös vármegye Belovári járásához tartozott. 1993-ig közigazgatásilag Vrbovec község része volt, ekkor az újonnan alakított Farkaševac községhez csatolták. 2001-ben a falunak 105  lakosa volt.

## Lakosság
| Lakosság változása | Lakosság változása | Lakosság változása | Lakosság változása | Lakosság változása | Lakosság változása | Lakosság változása | Lakosság változása | Lakosság változása | Lakosság változása | Lakosság változása | Lakosság változása | Lakosság változása | Lakosság változása | Lakosság változása |
| ------------------ | ------------------ | ------------------ | ------------------ | ------------------ | ------------------ | ------------------ | ------------------ | ------------------ | ------------------ | ------------------ | ------------------ | ------------------ | ------------------ | ------------------ |
| 1857               | 1869               | 1880               | 1890               | 1900               | 1910               | 1921               | 1931               | 1948               | 1953               | 1961               | 1971               | 1981               | 1991               | 2001               |
| 208                | 156                | 120                | 115                | 109                | 137                | 135                | 169                | 160                | 153                | 164                | 146                | 132                | 122                | 105                |

## Külső hivatkozások
Farkaševac község hivatalos oldala